# Neue Stillhorner Wettern

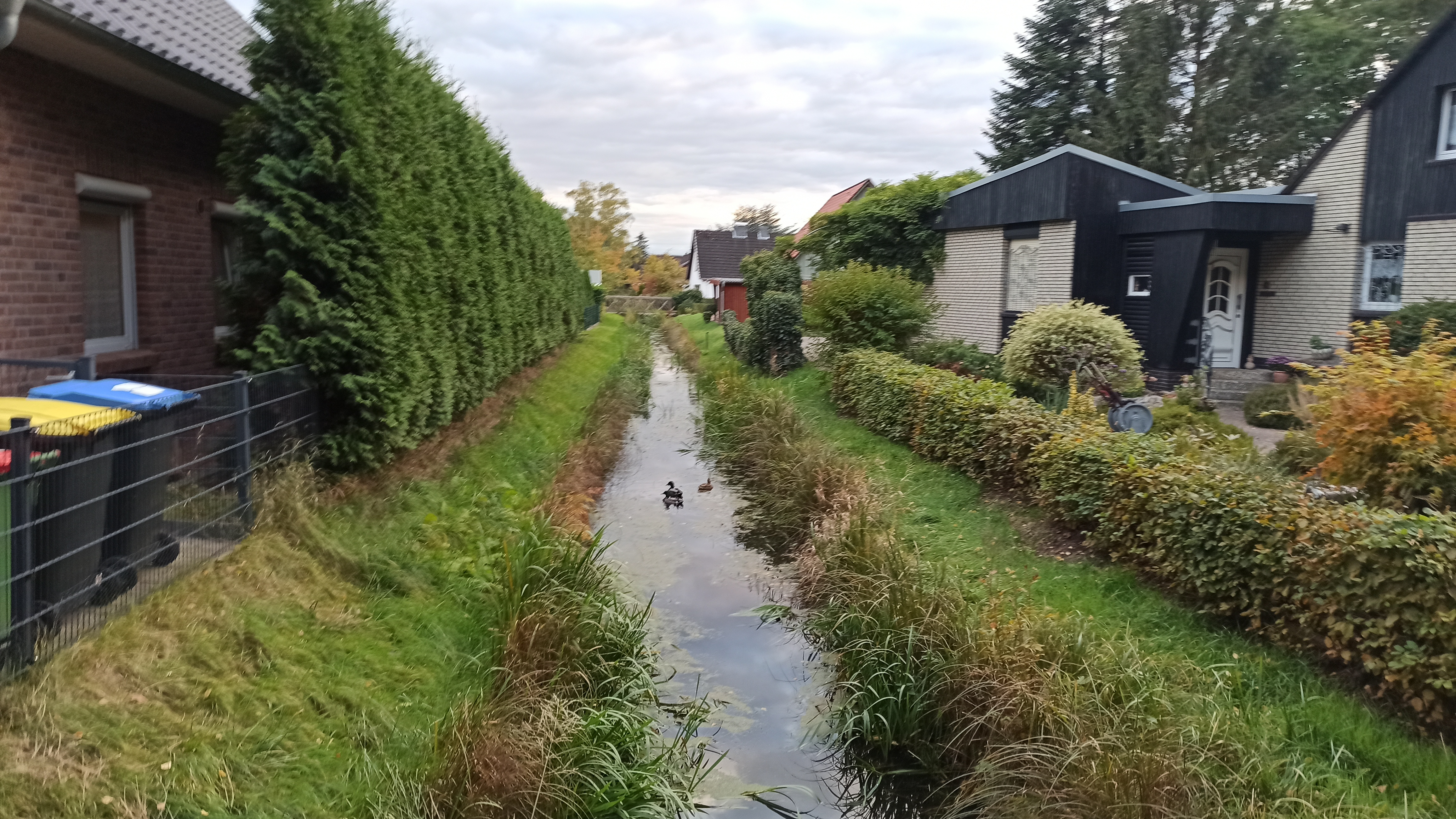
Neue Stillhorner Wettern am Siedenfelder Weg

Die Neue Stillhorner Wettern ist eine Wettern in Hamburg-Wilhelmsburg. Sie verbindet die Höder Wettern/Kirchdorfer Wettern mit der Neuen Höder Wettern, der Siedenfelder Wettern und der Jenerseitewettern.
Sie verläuft unter den Straßen Großer Stackort, Am Deichdenkmal und dem Siedenfelder Weg hindurch.